# Дербенд-наме
Дербенд-наме (азерб. دربندنامہ, перс. دربندنامه‎; «Книга о Дербенте») — сомнительная в достоверности, историческая хроника по истории города Дербента, Дагестана и Ширвана. Ныне сохранившийся тюркский перевод относится ко второй половине  XVII века. Вопрос о достоверности сведений «Дербенд-наме» является сомнительным и критичным.

## Составитель
Составитель книги Дербенд-наме является кумыкский историк, учёный летописец XVII века — Аваби Мухаммад Акташи аль-Эндирави
.
По предложению Чопан-Бека Тарковского (Чопан ибн Будай), представителя правящей династии Шамхалов Тарковских, Аваби, изучив и обобщив все доступные ему средневековые мусульманские источники, создал оригинальное историческое сочинение, известное под названием «Дербенд-наме», известный в востоковедческой литературе под традиционным названием Румянцевский список.
Проблема атрибуции «Дербенд-наме» интересовала почти всех исследователей сочинения ещё с начала XVIII века. Большинство из них склоняется к мысли, что «Дербенд-наме» вышло из-под пера Мухаммада Аваби из Эндирея, расположенного на реке Акташ. Об этом писали ещё в 1727 году Готлиб Зигфрид Байер в своем трактате «О Кавказской стене» и Юлиус Генрих Клапрот в 1829 году. М. Алиханов-Аварский подтверждает сведения Байера и Клапрота относительно автора «Дербенд-наме», исходя из другого, независимого источника. В письме, полученном им из Дербента от генерала Б. А. Араблинского, говорилось, что, по сведениям дербентских ученых мулл, «Дербенд-наме» составлено жителем селения Эндирей Мухаммадом Аваби.
Румянцевский список особенно ценен тем, что содержит предисловие автора-составителя, где сообщается его имя и другие данные, важные для решения проблемы атрибуции «Дербенд-наме». В. В. Бартольд высоко ценил этот список. В статье "К вопросу о происхождении «Дербенд-наме» он пишет: «Румянцевским списком окончательно установлено, что имя автора было Мухаммад Аваби Акташи, а не Акраси или Акраши, как писали Кантемир (Akraszi), Байер и первоначально Клапрот. Правильное чтение (Ak-thachi) находится в работе Клапрота, напечатанной в 1829 году в „Journal asiatique“. Клапроту было известно, что Акташ — название реки, на которой построен город Новый Эндирей (Эндиреевское княжество, Тарковское Шамхальство), где жил Мухаммед Аваби. Более важно, что книга была составлена не для завоевателя Гирей-хана (у Д.Кантемира — Gieraj Charms), в котором видели Хана Крымского Ханства Гирея, а для хана Тарковского Шамхальства Чобан-бека, сына Шамхала Тарковского, потомка умершего Гирей-хана, тоже принадлежавшего к числу дагестанских правителей».
Таким образом, В. В. Бартольд считает «очень вероятным», что труд Мухаммада Аваби Акташи был написан по поручению местного дагестанского князя Чопан-бека в XVII веке.

## Происхождение
Описание некоторых событий в Дербенд-наме сходно с «Историей Дербента», которая сохранилась в сокращённом изложении турецкого историка Мюнаджим-Баши. Возможно, Дербенд-наме является сокращенным вариантом «Истории Дербента».

## Переводы
Первый известный русский перевод был осуществлен «перевотчиком ориентальных языков» Юсупом Ижбулатовым в 1726 г., находившимся в городе Решт (область Гилян). Он выполнил свой перевод с некоей ныне утерянной персидской рукописи. Этот первый по времени русский перевод пока остается в неизданном состоянии и хранится среди «портфелей» Г. Ф. Миллера в Московском архиве Министерства иностранных дел РФ.
Сохранившаяся азербайджанская рукопись перевода составлена в 1815—1816 годах. Это — рукопись варианта, переведенного Мухаммедом Аваби в конце XVII века на основе списка на персидском языке. Персидский подлинник не сохранился. Сама рукопись хранится в Российской государственной библиотеке в Москве и является одной из самых ранних версий «Дербенд-наме». По словам В. В. Бартольда, версия «Дербенд-наме», хранящаяся в Российской национальной библиотеке в Санкт-Петербурге, более поздняя, несмотря на более раннюю дату переписки. В 1829 году эту рукопись на русский язык перевёл Аббаскули Ага Бакиханов, сличив её с двумя более поздними рукописями «Дербент-наме» на азербайджанском и персидском языках.
Дербенд-наме была переведена на русский, французский, латинский и другие языки. Молдавский господарь, впоследствии российский князь Дмитрий Кантемир в 1722 году впервые перевёл «Дербенд-наме» на латинский язык и тем самым ввёл в научный оборот.

## Критика
По мнению таких известных российских востоковедов, как Бартольд и Шихсаидов, хроника является поздней компиляцией различных источников с изменениями, сокращениями и дополнениями. В хронике очень много новых данных, которые не приводятся в ранних арабских источниках.  В Дербенд-наме прослеживается прошамхальский характер сочинений, усматривается желание автора возвысить шамхала как правителя Кумуха, якобы исламизированного арабами вслед за Дербентом, раньше прочих областей, хотя невозможно в принципе, поскольку между Дербентом и Кумухом были расположены другие владения. Другой известный  российский востоковед В. Ф. Минорский также подверг резкой критике источники — «Дербенд-наме» и «Тарих Дагестан», являющиеся фундаментами «арабской» версии, называя их «тенденциозными политическими памфлетами, имеющими целью обосновать претензии шамхалов на преобладающее положение в Дагестане».
Российский востоковед середины XIX века И. Н. Березин подверг к сомнению данные Дербент-наме о шамхалах.

## Списки
В 1722 году один из списков Дербенд-наме был преподнесён Петру I правителем Дербента Имам-Кули беком.
Рукопись «Дербенд-наме» на лакском и азербайджанском языках хранится в Матенадаране в городе Ереван (Армения).